# Army of Northern Virginia
Het Army of Northern Virginia (leger van Noord-Virginia) was het grootste en belangrijkste leger van de Geconfedereerde Staten van Amerika tijdens de Amerikaanse Burgeroorlog. De "vaste" tegenstander van dit leger was het Noordelijke Army of the Potomac.
De naam van het leger verwees naar haar belangrijkste werkterrein, zoals gangbaar was voor de namen van Zuidelijke legers. Het leger heette eerst Army of the Potomac maar werd later samengevoegd met het Army of the Shenandoah, en kreeg haar definitieve naam op 14 maart 1862. Naast regimenten uit Virginia bevatte het eenheden uit alle delen van de Confederatie, tot zover weg als Texas, Arkansas, New Mexico en Arizona.

## Geschiedenis

### Oorsprong

De oorlogsvlag van het Army of Northern Virginia. Werd oorspronkelijk ontworpen doorWilliam Porcher Miles

De naam Army of Northern Virginia verwijst naar het geografisch gebied waar het leger voornamelijk ingezet werd. Dit was gangbaar in het Confederate States Army tijdens de Amerikaanse Burgeroorlog. Oorspronkelijk heette het leger het Army of the Potomac. Deze werd opgericht op 20 juni 1861 en bestond uit alle operationele eenheden in Nothern Virginia. Op 20 en 21 juli werd het leger aangevuld met de Army of the Shenandoah en de eenheden van het District of Harpers Ferry. Tussen 14 maart en 17 mei 1862 werden de eenheden van het Army of the Northwest toegevoegd. Op 14 maart werd het leger herdoopt in Army of Northern Virginia. Op 12 april 1862 werd ook het Army of the Peninsula opgenomen in de rangen.
Naast regimenten uit Virginia bevatte het eenheden uit alle delen van de Confederatie, tot zover weg als Georgia, Texas, Arkansas, New Mexico en Arizona. Eén van de bekendste eenheden was de Texas Brigade. Deze bestond uit de 1st, 4th en 5th Texas en de 3rd Arkansas. Ze vochten met grote moed en inzet tijdens de Slag bij Gettysburg. Hoewel West Virginia officieel opgenomen werd in 1863 in de Noordelijke Staten, vochten 20.000 tot 22.000 Virginians mee in het Zuidelijke leger. Er vochten ook manschappen mee uit Missouri met onder andere de 1st Missouri Cavalry, Co. A. Ze leden zware verliezen tijdens de Slag bij New Market in 1864.

### Onder leiding van Beauregard

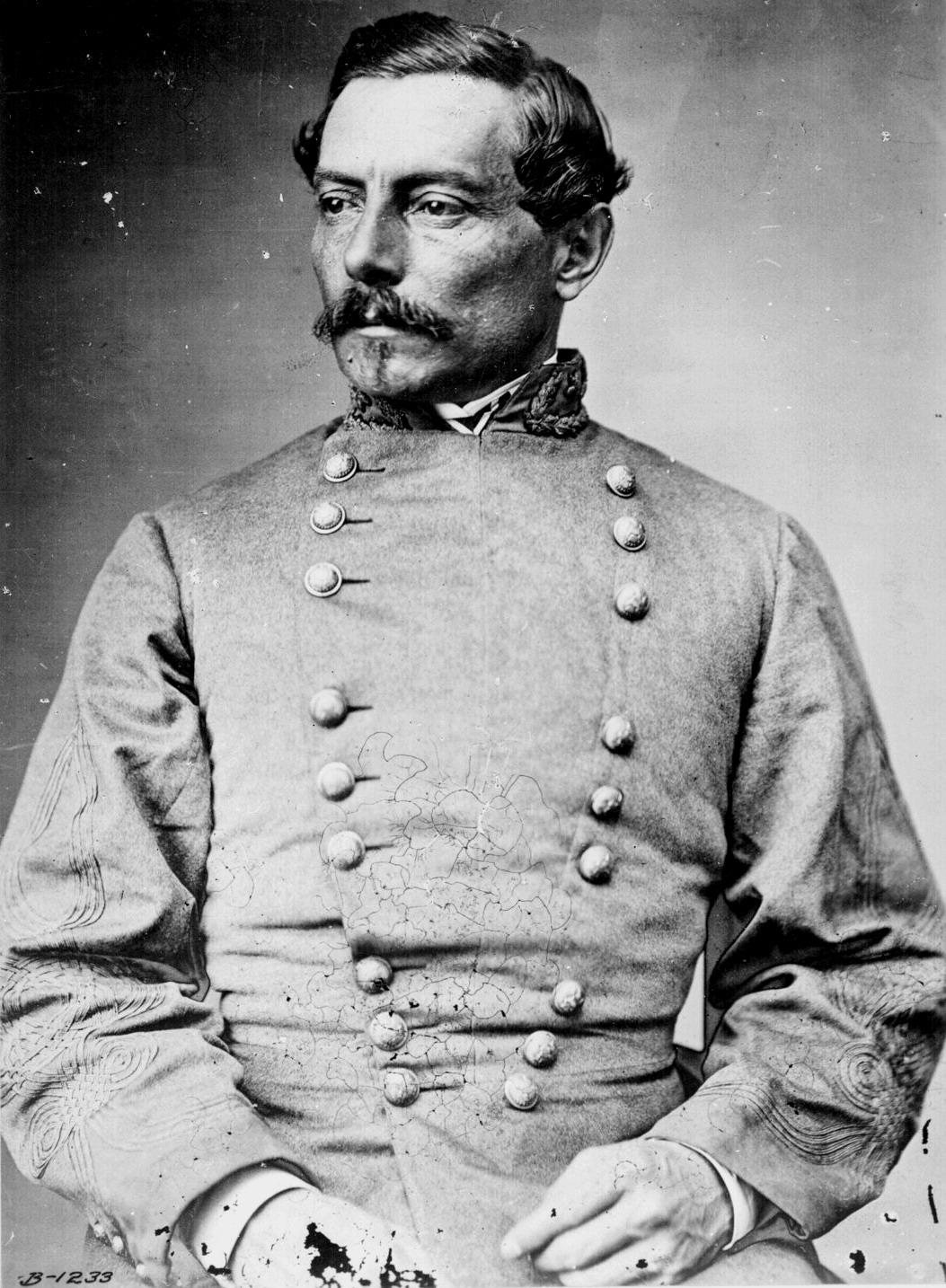
Generaal P. G. T. Beauregard

De eerste bevelhebber van het Army of Northern Virginia was generaal P.G.T. Beauregard toen het nog het Confederate Army of the Potomac heette. Hij voerde het leger aan tussen 20 juni en 20 juli 1861. Zijn strijdmacht bestond uit zes brigades aangevuld met militietroepen en artillerie uit het voornalige Department of Alexandria. Tijdens zijn commando werd de oorlogsvlag ontworpen die het hoofdvlag zou worden voor  alle eenheden in het Army of Northern Virginia. Deze strijdvlag werd ontworpen om de verwarring tijdens veldslag tussen de Vlag van de Geconfedereerde Staten van Amerika en de Vlag van de Verenigde Staten te vermijden. Toen generaal Joseph E. Johnston het bevel overnam nadat het Army of the Shenandoah toegevoegd werd, bleef Beauregard bevelhebber van zijn eenheden die het nieuwe First Corps vormden. Op 21 juli 1861 vochten ze hun eerste grote confrontatie uit tijdens de Eerste Slag bij Bull Run.

### Onder leiding van Johnston

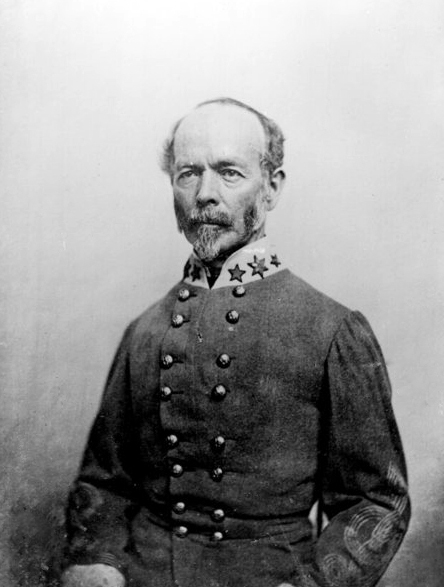
Generaal Joseph E. Johnston

Na het samengaan van het Confederate Army of the Potomac en de Army of Shenandoah werd aangesteld als bevelhebber. Hij voerde het commando tussen 20 juli 1861 en 31 mei 1862.

#### Organisatie van de korpsen onder Johnston in 1861
- First Corps – onder leiding van generaal P.G.T. Beauregard
- Second Corps – onder leiding van generaal-majoor G. W. Smith

#### Organisatie in vleugels onder Johnston in 1862
- Left Wing – onder leiding van generaal-majoor D. H. Hill
- Center Wing – onder leiding van generaal-majoor James Longstreet
- Right Wing – onder leiding van generaal-majoor John B. Magruder
- Reserve – onder leiding van generaal-majoor G. W. Smith

Onder leiding van Johnston kende het leger zijn vuurdoop tijdens de Eerste Slag bij Bull Run. Op 22 oktober 1861 werd het Department of Northern Virginia opgericht en de naam Army of the Potomac opgegeven. Het departement bestond uit drie districten, namelijk de Aquia District, Potomac District en de Valley District. In april 1862 werd het departement uitgebreid met de departementen van Norfolk en het Virginiaschiereiland. Om Richmond, de hoofdstad van de Zuidelijke staten, te beschermen verplaatste Johnston zijn leger in zuidelijke richting tijdens de Schiereilandveldtocht. In een reeks van defensieve veldslagen probeerden de Zuidelijken de Noordelijke aanval op de hoofdstad te vertragen. Johnston raakte zwaargewond tijdens de Slag bij Seven Pines.
In de eerste maanden na Bull Run reorganiseerde Johnston zijn Shenandoah Army en Beauregards Potomac Army in twee divisies. De twee divisies werden onder het commando geplaatst van James Longstreet en Gustavus Smith. Na een ruzie werd Beauregard tijdens de wintermaanden overgeplaatst naar het westelijke front. Thomas Jackson vertrok met zijn oude Stonewall Brigade naar de Shenandoahvallei in oktober 1861. Zijn strijdmacht werd aangevuld met twee andere brigades. In het najaar van 1861 en het voorjaar van 1862 werd Johnstons leger versterkt met nieuwe brigades.
Toen de schiereilandveldtocht begon, verplaatste Johnston zijn leger naar Richmond waar het versterkingen kreeg van kleinere eenheden zoals de divisie van D.H. Hill, eenheden van Benjamin Huger's Department of Norfolk, John Magruders Army of the Peninsula en een reeks van brigades en regimenten die uit de zuidelijke staten afkomstig waren. Richard Ewell werd bevorderd en kreeg het commando over een divisie. In de lente van 1862 werd hij naar Jackson in de Shenandoahvallei gestuurd.
Op 27 mei werd een nieuwe divisie opgericht onder leiding van A.P. Hill. Deze divisie bestond uit verschillende nieuwe brigades uit Georgia, North en South Carolina en Virginia. Ook James Archers brigade uit Smiths divisie werd hier aan toegevoegd. Tijdens de slag bij Seven Pines werden Longstreet en Smith aangesteld als tijdelijke vleugelbevelhebbers. De operationele controle van hun divisies werd uitgevoerd door brigadegeneraal William H.C. Whiting en brigadegeneraal Richard H. Anderson.

### Onder tijdelijk bevel van Smith

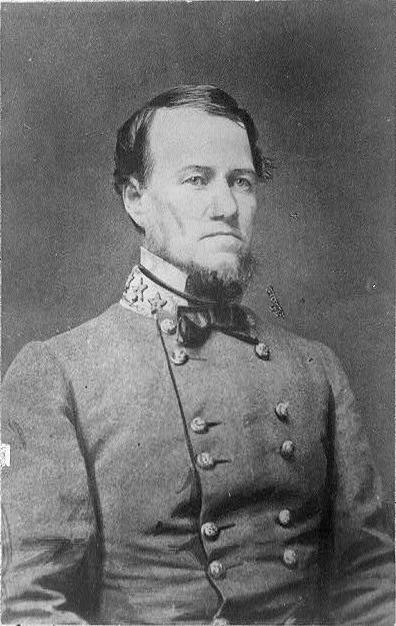
Gustavus Woodson Smith

Generaal-majoor Gustavus Woodson Smith nam het bevel op zich van het Army of Northern Virginia op 31 mei 1862 nadat Johnston zwaargewond raakte tijdens de Slag bij Seven Pines. Toen Smith de volgende dag een zenuwinzinking kreeg, stelde president Jefferson Davis Robert E. Lee aan als nieuwe bevelhebber.

### Onder bevel van Lee

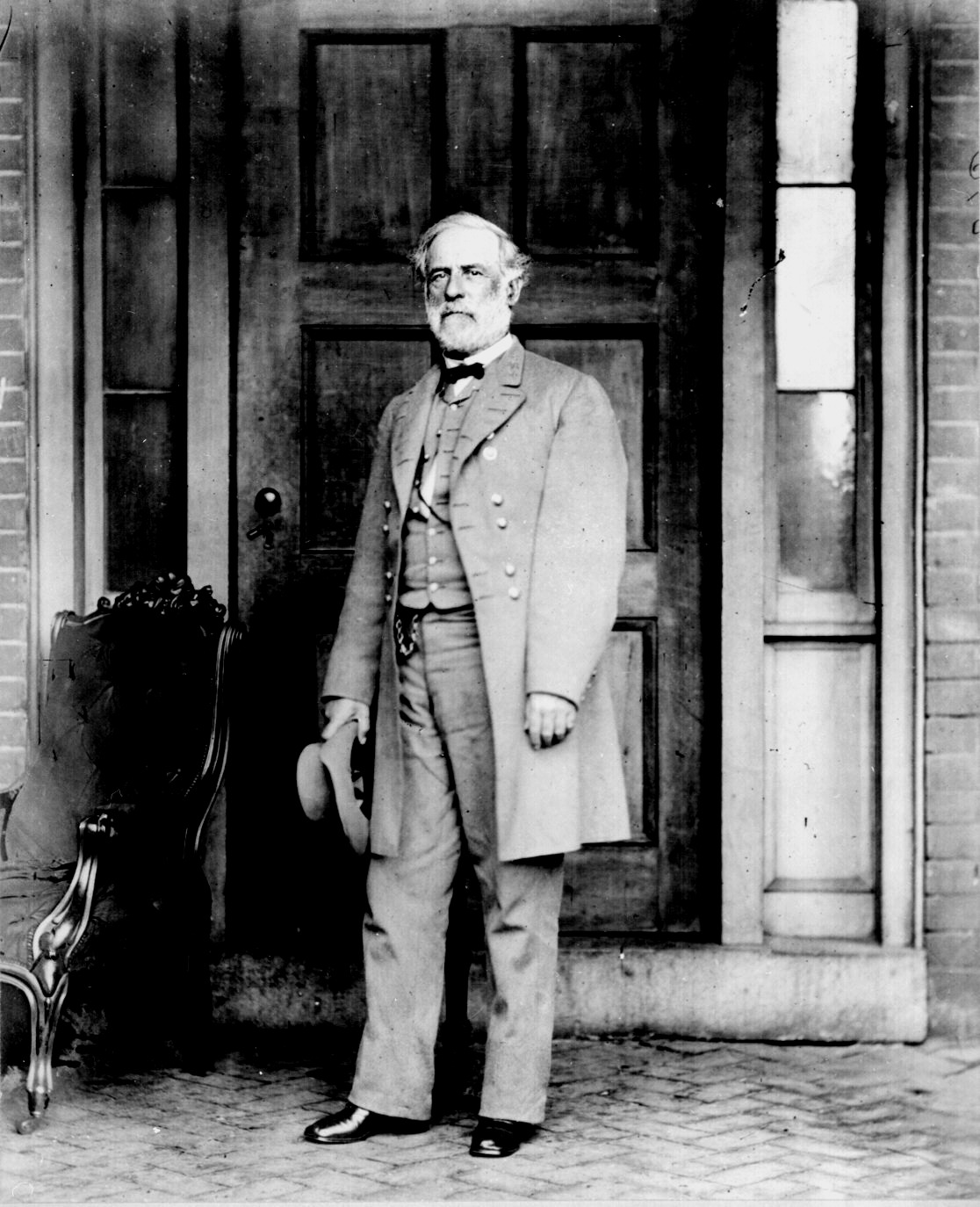
General Robert E. Lee, bevelhebber van het Army of Northern Virginia

Nadat Johnston gewond raakte en Smith een zenuwinzinking kreeg nam generaal Robert E. Lee op 1 juni 1862, de laatste en meest gekende bevelhebber van het leger, het bevel op zich van het Army of Northern Virginia. De divisie van Smith werd overgenomen door William Whiting. Richard Anderson keerde terug naar brigadeniveau. Longstreet bleef aan als vleugelbevelhebber tijdens een deel van de Zevendagenslag. 
De cavalerie kreeg op 17 augustus 1862 de structuur van een divisie en op 9 september 1863 de structuur van een korps. De cavalerie werd geleid door generaal-majoor J.E.B. Stuart tot hij op 11 mei 1864 dodelijk gewond raakte. Het korps werd tijdelijk opgesplitst tot het opnieuw werd samengevoegd en ingezet als een korps op 11 augustus 1864. Luitenant-generaal Wade Hampton III kreeg er toen de leiding over. De artilleriereserve werd aangevoerd door brigadegeneraal William N. Pendleton for most of the war.
Tijdens de Zevendagenslag had Lee elf verschillende divisies onder zijn bevel. Deze bestonden uit het oude kernleger van Johnston en een reeks van divisies uit het gebied van Richmond en North Carolina, plus het leger van Thomas Jackson. Door slechte coördinatie en de onervarenheid van een groot deel van zijn leger slaagde Lee er niet in om het Army of the Potomac te vernietigen. Na de Zevendagenslag reorganiseerde hij zijn leger in twee  korpsen die aangevoerd werden door Jackson en Longstreet. Verschillende generaals, waaronder John Magruder en Benjamin Huger, die niet aan de verwachtingen van Lee voldeden werden verwijderd. 
Het korps van Jackson bestond uit vijf divisies. Naast zijn eigen divisie dienden A.P. Hill, Ewell, D.H. Hill en Winder onder hem. Longstreets korps telde zes divisies waaronder die van Richard Anderson (die daarvoor onder Benjamin Huger viel), Cadmus M. Wilcox, James L. Kemper (die elk een helft van Longstreets oude divisie kregen), John Bell Hood (die de divisie van William Whiting overnam), David Rumph Jones en Lafayette McLaws. De divisies van D.H. Hill en Mclaw werden gestationeerd rond Richmond en namen niet deel aan de Veldtocht in noordelijk Virginia. Tijdens de laatstgenoemde veldtocht en de Marylandveldtocht werden de onafhankelijke brigade van Nathan G. Evans en de North Carolina Brigade van brigadegeneraal Thomas Drayton toegevoegd aan het Army of Northern Virginia.
Tijdens de Marylandveldtocht keerde werden de divisies van D.H. Hille en Mclaw opnieuw toegevoegd aan het hoofdleger. De divisies van Kemper en David R. Jones werden samengevoegd en onder leiding geplaatste van laatstgenoemde. Kemper keerde terug naar brigadeniveau. Het leger werd aangevuld met de twee brigades van North Carolina onder leiding van Robert Ransom. Tijdens Antietam had Longtreet de divisies van Anderson, McLaws, Jones, Hood en  Ransom onder zich. Jackson had de divisies van John R. Jones, Alexander Lawton, A.P. Hill en D.H. Hill onder zich.
Tijdens de veldtochten in noordelijk Virginia en Maryland vertoonde het leger nog veel mankementen op het niveau van organisatie en leiderschap. Er was een verontrustend hoog aantal achterblijvers en deserteurs waardoor Lee tijdens de Slag bij Antietam over slechts 40.000 soldaten beschikte. Dit was de kleinste omvang van het leger tot de noodlottige Appomattoxveldtocht.
Tijdens de Slag bij Fredericksburg had Longstreet de divisies van Anderson, Hood, McLaws, Ransom en George Pickett onder zich. Pickett was net terug uit ziekteverlof nadat hij gewond raakte tijdens de Slag bij Gaines' Mill. Het korps van Jackson telde de divisies van D.H. Hill, A.P. Hill, Jubal Early en Elisha Paxton. Ransoms divisie keerde na Fredericksburg terug naar North Carolina. D.H. Hill vertrok na een ruzie met Lee.
Tijdens de Chancellorsville-veldtocht werden Longstreet met Pickett en Hood naar het gebied rond Richmond gestuurd. De andere twee divisies van Longstreet bleven bij de hoofdmacht waar ze rechtstreeks onder Lee vielen. Robert Rodes nam de divisie van D.H. Hill over. Jackson raakte dodelijk gewond tijdens de Slag bij Chancellorsville.  Na deze slag deelde Lee zijn leger in drie korpsen in met elk drie divisies. Longstreet kreeg de divisies van Pickett, McLaws en Hood. A.P. Hill kreeg zijn eigen korps met de divisies van Harry Heth, William D. Pender en Richard Anderson. Richard Ewell, die na meer dan een jaar terugkeerde in actieve dienst na het verlies van een been tijdens de Tweede Slag bij Bull Run, kreeg het bevel over de divisies van Robert Rodes, Jubal Early en Edward "Allegheny" Johnson. Het Fourth Corps, onder leiding van luitenant-generaal Richard H. Anderson, werd op 19 oktober 1864 opgericht. Op 8 april 1865 werd het Fourth Corps samengevoegd met het Second Corps. In 1864 en 1865 kregen de andere drie korpsen regelmatig een nieuwe bevelhebber. 
Tegen het begin van de Gettysburgveldtocht had Lee de organisatorische problemen opgelost waardoor er veel minder achterblijvers en deserteurs waren.
Toen Lee het bevel in 1862 op zich nam, bereidde hij het Army of Northern Virginia voor op agressieve veldtochten. Dit leidde tot zware verliezen zoals tijdens de Slag bij Antietam die ook een keerpunt werd voor het Union Army. Na zijn duur bevochten overwinningen tijdens de Zevendagenslag en de Tweede Slag bij Bull Run had Lee 30.000 van de 92.000 soldaten verloren. Daarna verplaatste Lee de gevechten naar Maryland waar hij strategisch belangrijke spoorbruggen wou vernietigen over de Susquehannarivier en bij Harrisburg. Zijn soldaten hadden te weinig wapens en munitie en waren chronisch ondervoed. Deze veldtocht putte zijn leger verder uit. Toen Lee in Maryland was en de confrontatie met de Noordelijken plande, nam hij een controversiële beslissing. Hij splitste zijn kleiner geworden leger op in vier om de vijand op verschillende fronten aan te vallen. Dit was tegen het advies van zijn korpscommandanten Longstreet en Jackson. Toen de gevechten begonnen op 17 september 1862 bij Antietam waren de Noordelijke aanvallen bij Dunker church en Burnside's Bridge bijna te veel voor Lees leger. Dankzij de tijdige verschijning van A.P. Hill’s eenheden en de trage reacties van de Noordelijke bevelhebbers McClellan en Burnside kon het Army of Northern Virginia ontsnappen.

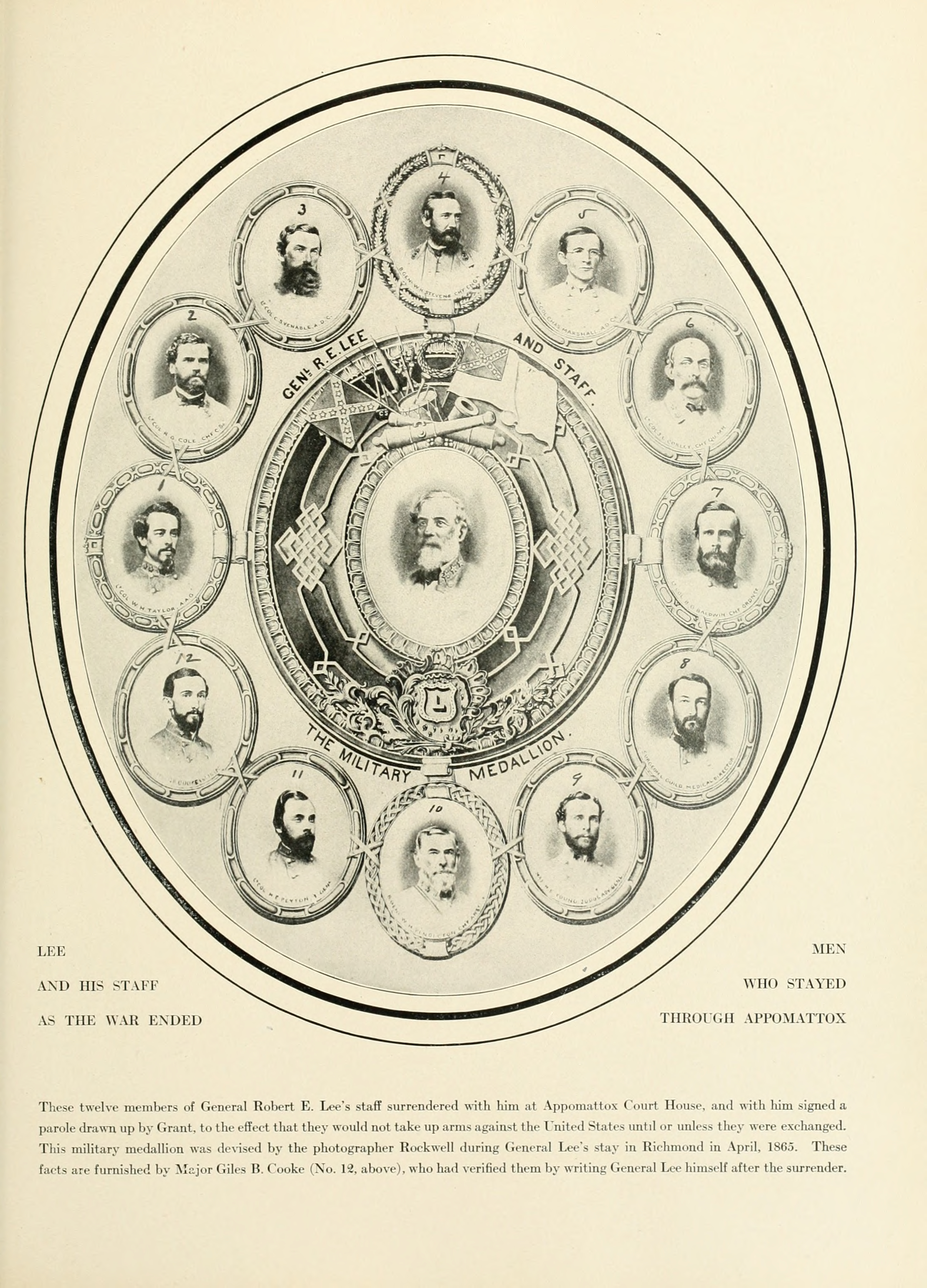
Montage van Robert E. Lee en zijn staf.
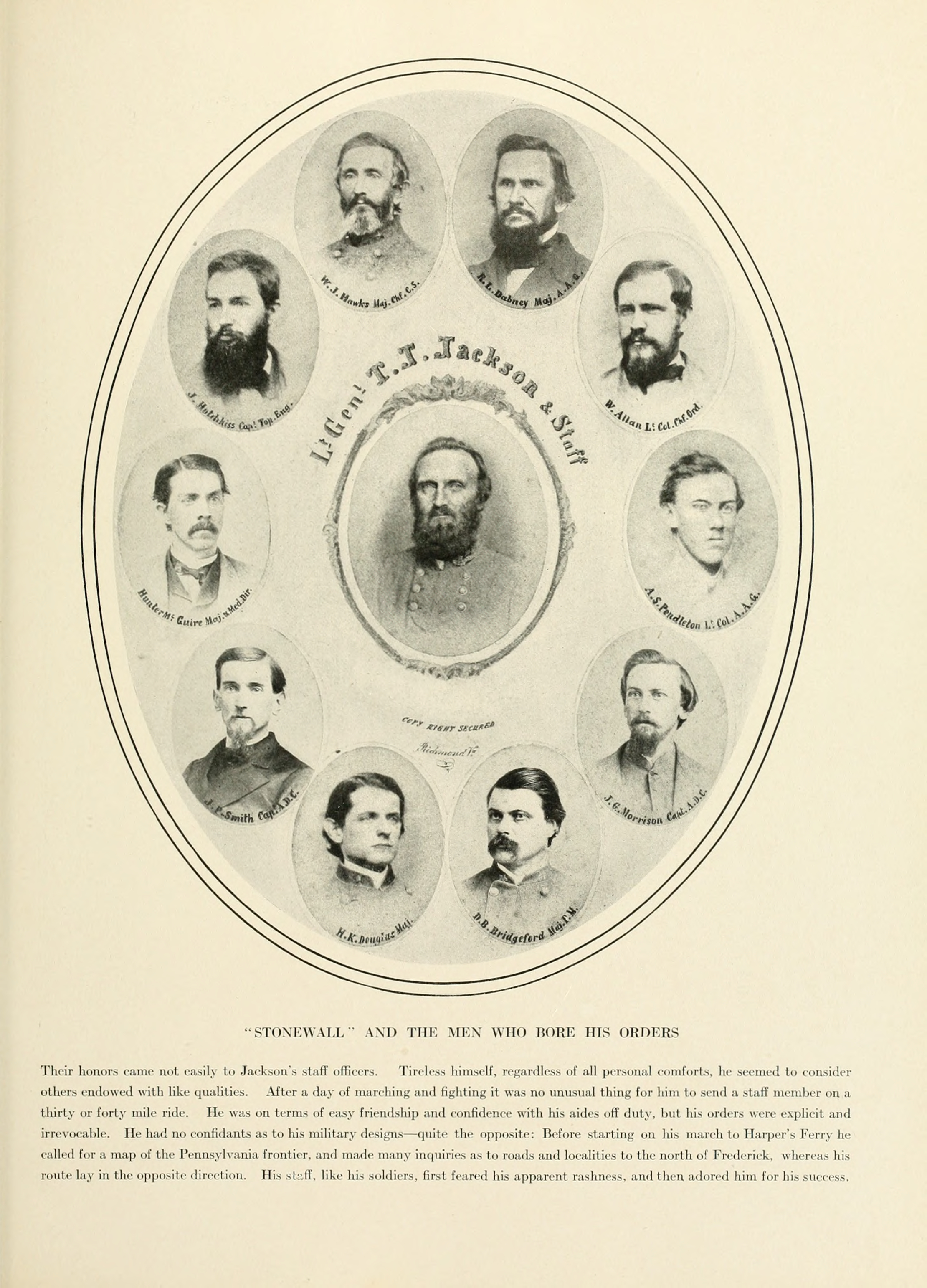
Montage van Thomas J. Jackson en zijn staf.
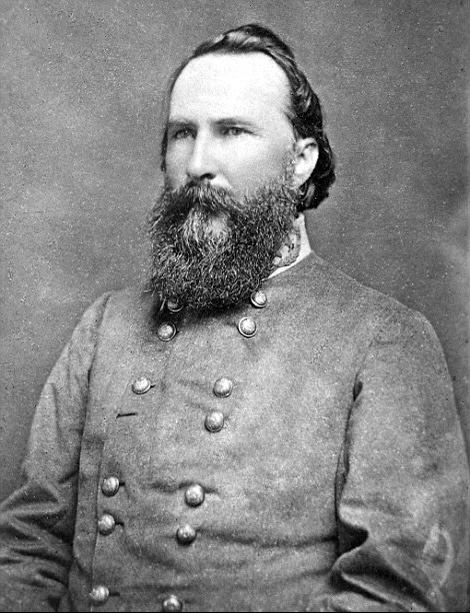
James Longstreet
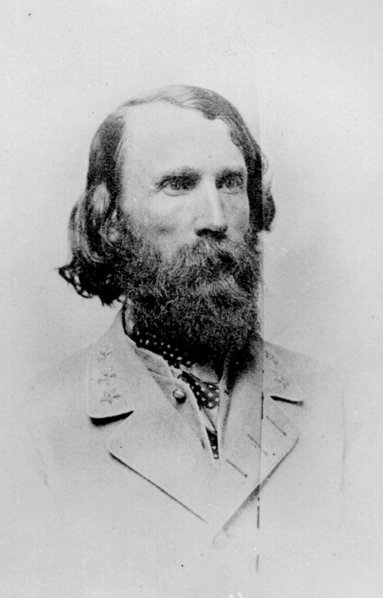
A. P. Hill
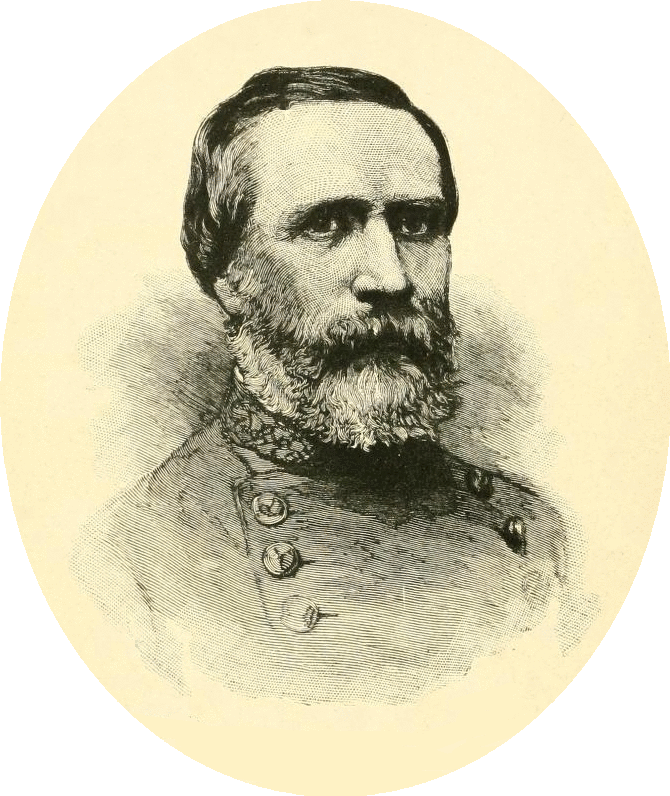
Richard H Anderson
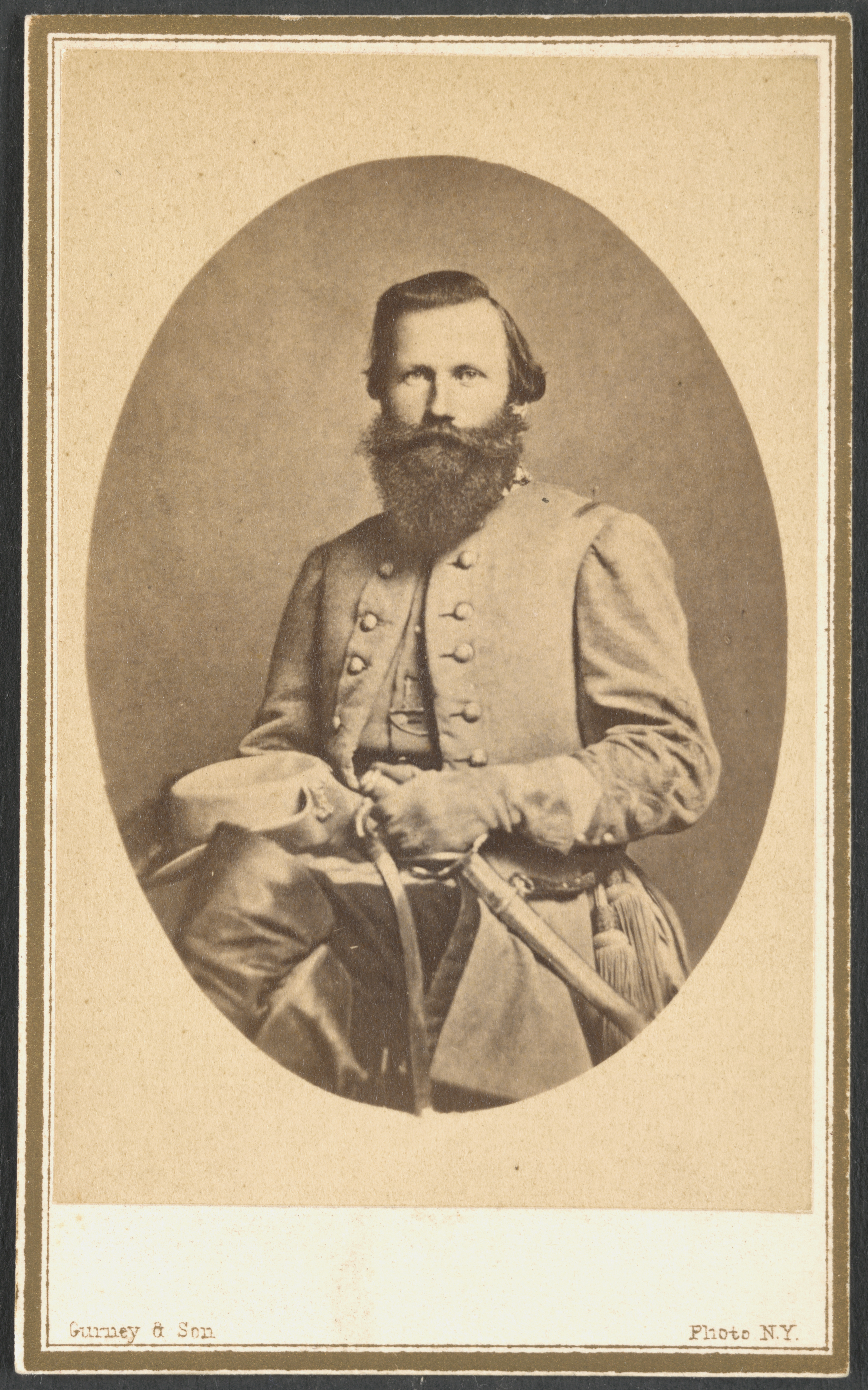
Generaal-majoor J.E.B. Stuart [Cavalry Corps]
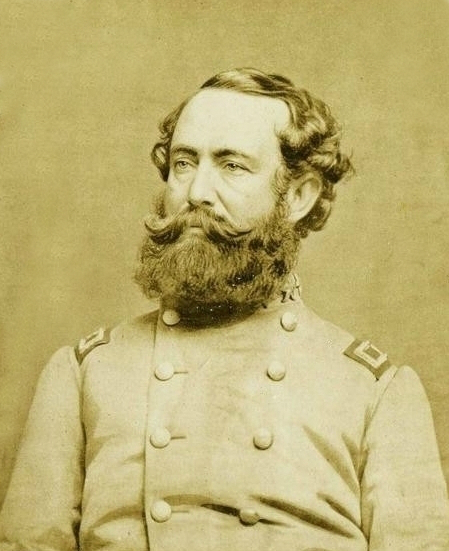
Wade Hampton [Cavalry Corps]

#### Organisatie van de korpsen onder Lee
Ongeacht de grootte van het leger qua aantal soldaten bleef het leger ingedeeld in korpsen die voorheen vleugels genoemd werden:
- First Corps (Longstreets Corps)
- Second Corps (Jackson's Corps in 1862/1863)
- Third Corps (A.P. Hills Corps)
- Fourth Corps (Andersons Corps)
- Cavalry Corps

## Veldslagen en veldtochten
Het Army of Northern Virginia vocht in de onderstaande veldslagen en veldtochten:
| Veldtocht                        | Jaar      | Sterkte van het leger bij het begin van de veldtocht | Belangrijkste veldslagen                         |
| -------------------------------- | --------- | ---------------------------------------------------- | ------------------------------------------------ |
| Schiereilandveldtocht            | 1862      | 55.633                                               | Seven Pines (Fair Oaks)                          |
| Zevendagenslag                   | 1862      | ongeveer 92.000                                      | Gaines' Mill, Malvern Hill                       |
| Veldtocht in noordelijk Virginia | 1862      | ongeveer 54000                                       | Tweede Bull Run (Tweede Manassas)                |
| Marylandveldtocht                | 1862      | ongeveer 60.000                                      | Antietam (Sharpsburg)                            |
| Fredericksburgveldtocht          | 1862      | ongeveer 75.000                                      | Fredericksburg                                   |
| Chancellorsvilleveldtocht        | 1863      | ongeveer 75.000                                      | Chancellorsville                                 |
| Gettysburgveldtocht              | 1863      | 75.054                                               | Gettysburg                                       |
| Bristoeveldtocht                 | 1863      | 55.221                                               |                                                  |
| Slag bij Mine Run                | 1863      | ongeveer 50,000                                      |                                                  |
| Overlandveldtocht                | 1864      | 62.230                                               | Wildernes, Spotsylvania Court House, Cold Harbor |
| Richmond-Petersburgveldtocht     | 1864–1865 | 82.633                                               | Slag van de Krater                               |
| Appomattoxveldtocht Overgave     | 1865      | ongeveer 50.000                                      | Five Forks, Slag bij Appomattox Courthouse       |

Op 9 april 1865 gaf het Army of Northern Virginia zich over aan het Army of the Potomac bij Appomattox Court House. Daar ondertekende Robert E. Lee de overgavedocumenten in aanwezigheid van generaal Ulysses S. Grant.  

## Indeling van het leger

### Department of Northern Virginia, 22 oktober 1861

De zijden strijdvlag van het Army of Northern Virginia, November 1861

De Military Department of Northern Virginia werd opgericht op 22 oktober 1861. Het departement bestond initieel uit drie districten onder leiding van generaal Joseph E. Johnston.
| District | Divisie     | Brigade             | Bevelhebber                          |
| -------- | ----------- | ------------------- | ------------------------------------ |
| Potomac  |             |                     | Generaal P.G.T. Beauregard           |
|          | 1. Division |                     | Generaal-majoor Earl Van Dorn        |
|          | 2. Division |                     | Generaal-majoor Gustavus W. Smith    |
|          | 3. Division |                     | Generaal-majoor James Longstreet     |
|          | 4. Division |                     | Generaal-majoor Edmund Kirby Smith   |
| Aquia    |             |                     | Generaal-majoor Theophilus H. Holmes |
|          |             | Brigade van French  | Brigadegeneraal Samuel Gibbs French  |
|          |             | 2. Brigade          | Brigadegeneraal John G. Walker       |
| Valley   |             |                     | Generaal-majoor Thomas J. Jackson    |
|          |             | Brigade van Garnett | Brigadegeneraal Richard B. Garnett   |
|          |             | Ashby's Cavalerie   | Kolonel Turner Ashby                 |

Op 28 februari 1862 bestond het leger uit 47.167 soldaten.  De cavaleriebrigade werd gedetacheerd uit het militaire district van Potomac. De artillerie bestond uit 109 stukken geschut.

### Organisatie en samenstelling op 30 april 1862

De wollen gevechtsvlag van het Army of Northern Virginia uit 1862

Het Army of Northern Virginia werd officieel opgericht op 14 maart 1862 onder leiding van Johnston. Hoewel de militaire departement bleef bestaan, kreeg het meer een administratieve rol voor de rest van de oorlog.
| Vleugel van het leger | Divisie         | Brigade              | Bevelhebber                             |
| --------------------- | --------------- | -------------------- | --------------------------------------- |
| Linker vleugel        |                 |                      | Generaal-majoor John B. Magruder        |
|                       | McLaws’ divisie |                      | Brigadegeneraal Lafayette McLaws        |
|                       | Toombs' divisie |                      | Brigadegeneraal Robert A. Toombs        |
|                       |                 | Ewells Brigade       | Kolonel B. S. Ewell                     |
| Centrum               |                 |                      | Generaal-majoor James Longstreet        |
|                       |                 | A.P. Hills Brigade   | Brigadegeneraal Ambrose P. Hill         |
|                       |                 | Andersons Brigade    | Brigadegeneraal Richard H. Anderson     |
|                       |                 | Colstons Brigade     | Brigadegeneraal Raleigh E. Colston      |
|                       |                 | Picketts Brigade     | Brigadegeneraal George E. Pickett       |
|                       |                 | Wilcoxs Brigade      | Brigadegeneraal Cadmus M. Wilcox        |
|                       |                 | Pryors Brigade       | Kolonel G. A. Winston                   |
| Rechter vleugel       |                 |                      | Generaal-majoor Daniel H. Hill          |
|                       | Earlys divisie  |                      | Brigadegeneraal Jubal A. Early          |
|                       |                 | Earlys Brigade       | Brigadegeneraal Jubal A. Early          |
|                       |                 | Rodes' Brigade       | Brigadegeneraal Robert E. Rodes         |
|                       | Rains' divisie  |                      | Brigadegeneraal Gabriel J. Rains        |
|                       |                 | Rains' Brigade       | Brigadegeneraal Gabriel J. Rains        |
|                       |                 | Featherstons Brigade | Brigadegeneraal Winfield S. Featherston |
|                       |                 | Gloucester Point     | Kolonel Crump                           |
| Reserve               |                 |                      | Generaal-majoor Gustavus W. Smith       |
|                       |                 | Whitings Brigade     | Brigadegeneraal W. H. C. Whiting        |
|                       |                 | Hoods Brigade        | Brigadegeneraall John B. Hood           |
|                       |                 | Colstons Brigade     | Brigadegeneraal Raleigh E. Colston      |
|                       |                 | Hamptons Brigade     | Kolonel Wade Hampton                    |
|                       |                 | Andersons Brigade    | Brigadiegeneraal Samuel R. Anderson     |
|                       |                 | Pettigrews Brigade   | Brigadegeneraal James J. Pettigrew      |
|                       |                 | Cavalerie Brigade    | Brigadegeneraal J.E.B. Stuart           |

Bij het begin van de Schiereilandveldtocht telde het Army of Northern Virginia 55.633 soldaten. De kanonnen werden ingedeeld bij de brigades en een deel werd in reserves gehouden bij de artilleriereserve. Het korps van Jackson maakte nominaal deel  uit van het Army of Northern Virginia; maar omdat Jackson zijn eigen veldtocht in de Shenandoahvallei voerde, was Jackson zijn eigen baas. 
Tijdens de schiereilandveldtocht bleek de structuur van het leger onwerkbaar. Net voor de Zevendagenslag  werden een aanpassingen doorgevoerd. Tijdens deze slag werden er twee korpsen ingevoerd met respectievelijk Jackson en Magruder als bevelhebbers. Jackson had vier divisies en Magruder drie. Het district van North Carolina viel rechtstreeks onder het leger samen met de reserve artillerie en 6 regimenten cavalerie. Dit bracht de gevechtssterkte op ongeveer 90.000 soldaten.

### Organisatie en samenstelling van het leger aan de vooravond van de veldtocht in noordelijke Virginia
De Zevendagenslag legde andere pijnpunten bloot in de bevelstructuur van het leger. Generaal Robert E. Lee deelde het leger opnieuw in. Hij voerde een structuur in die gebaseerd was op korpsen. Tot dit volledig op punt stond werd een tussenoplossing doorgevoerd met een indeling in vleugels. Op 28 augustus 1862 werd het leger ingedeeld als volgt:
| Leger vleugel    | Divisie              | Brigade/ondersteuning                | Bevelhebber                           |
| ---------------- | -------------------- | ------------------------------------ | ------------------------------------- |
| Rechtervleugel   |                      | 3 artilleriebataljons                | Generaal-majoor James Longstreet      |
|                  | Andersons divisie    | 3 Brigades                           | Generaal-majoor Richard H. Anderson   |
|                  | Jones's divisie      | 3 Brigades                           | Brigadegeneraal David Rumph Jones     |
|                  | Wilcoxs divisie      | 3 Brigades / 2 batterijen artillerie | Brigadegeneraal Cadmus M. Wilcox      |
|                  | Hoods Division       | 2 Brigades / 1 artilleriebataljon    | Brigadegeneraal John B. Hood          |
|                  | Kempers Division     | 3 Brigades                           | Brigadegeneraal James L. Kemper       |
|                  |                      | Evans Brigade / 1 artilleriebatterij | Brigadegeneraal Nathan George Evans   |
| Linkervleugel    |                      |                                      | Generaal-majoor Thomas J. Jackson     |
|                  | Jacksons Division    | 4 Brigades / 1 Artillerieregiment    | Brigadegeneraal William B. Taliaferro |
|                  | Hills Lichte divisie | 6 Brigades / 1 Artillerieregiment    | Generaal-majoor Ambrose P. Hill       |
|                  | Ewells divisie       | 4 Brigades / 1 Artillerieregiment    | Generaal-majoor Richard S. Ewell      |
| Cavaleriedivisie |                      | 3 Brigades / 1 Artilleriebatterij    | Major General J. E. B. Stuart         |

De reserve artillerie van het leger bestond uit 1 regiment en twee bataljons. Tijdens de Veldtocht in noordelijk Virginia werden ze rond Richmond gestationeerd. Ze keerden op 3 september 1862 terug naar de hoofdmacht. De divisie van generaal-majoor Hill bleef eveneens ten oosten van Richmond als scherm om zolang mogelijk de aandacht vast te houden van George B. McClellan. As it became predictable that the Army of the Potomac would soon be transferred to support Pope, Lee ordered the Division north.

### Organisatie en indeling bij het begin van de Marylandveldtocht
Na de Tweede Slag bij Bull Run diende Lee zijn verliezen aan te vullen voor hij met zijn Marylandveldtocht kon beginnen. Er waren geen fundamentele structurele veranderingen meer nodig. De legervleugels werden nu officieel korpsen genoemd. Lee verschoof hier en daar divisies en brigades en maakte enkele brigades sterker dan voorheen. Tijdens de Marylandveldtocht was het leger als volgt ingedeeld:
| Korps             | Divisie               | Brigade/ondersteuning                  | Bevelhebber                          |
| ----------------- | --------------------- | -------------------------------------- | ------------------------------------ |
| Longstreets korps |                       | 2 Artilleriebataljons                  | Major General James Longstreet       |
|                   | Andersons divisie     | 6 Brigades / 1 Artilleriebataljon      | Generaal-majoor Richard H. Anderson  |
|                   | Jones' divisie        | 6 Brigades / 4 Artilleriebataljons     | Brigadegeneraal David Rumph Jones    |
|                   | McLaws' divisie       | 4 Brigades / 1 Artilleriebataljon      | Generaal-majoor Lafayette McLaws     |
|                   | Hoods divisie         | 2 Brigades / 1 Artilleriebataljon      | Brigadegeneraal John B. Hood         |
|                   | Walkers divisie       | 2 Brigades / 2 batterijen artillerie   | Brigadegeneraal John G. Walker       |
|                   |                       | Evans' Brigade / 1 Artillerie batterij | Brigadegeneraal Nathan George Evans  |
| Jacksons Corps    |                       |                                        | Generaal-majoor Thomas J. Jackson    |
|                   | Jacksons Division     | 4 Brigades / 1 Artillerie Regiment     | Brigadegeneraal John R. Jones        |
|                   | Hills Lichte divisies | 6 Brigades / 1 Artillerieregiment      | Generaal-majoor Ambrose P. Hill      |
|                   | Hills divisie         | 5 Brigades / 1 Artilleriebataljon      | Generaal-majoor Daniel H. Hill       |
|                   | Ewells divisie        | 4 Brigades / 1 Artillerieregiment      | Brigadegeneraal Alexander R. Lawton  |
| Cavaleriedivisie  |                       | 3 Brigades / 3 batterijen artillerie   | Generaal-majoor J. E. B. Stuart      |
| Artilleriereserve |                       | 4 Bataljons / 5 Batterijen             | Brigadegeneraal William N. Pendleton |

Indeling en organisatie van het Army of Northern Virginia tijdens de Slag bij Fredericksburg in december 1862

Een gevechtsvlag uit wol uit 1863

Hoewel het systeem van de korpsen nu goed werkte, werden de korpsen als te groot ervaren. Deze zouden terug gebracht worden van 5 of 6 divisies naar drie divisies per korps. Het Zuidelijke congres bevestigde de nieuwe korpsstructuur. President Davis bevorderde Longstreet en Jackson tot luitenant-generaal. About 60,000 soldiers served at the Maryland Campaign.

### Fredericksburg en Chancellorsville
Na de Slag bij Chancellorsville werden er geen structurele veranderingen doorgevoerd. De verliezen werden aangevuld met nieuwe rekruten en soldaten die terugkeerden na ziekte of opgelopen verwondingen. Lee gaf het bevel aan alle regimenten om hun rekruten uit hun eigen thuisstaten te rekruteren.
Na de Slag bij Fredericksburg telde het Army of Northern Virginia 72.497 soldaten. Lee had een volledig infanteriedivisie en een cavaleriebrigade naar de Shenandoahvallei gestuurd. Deze soldaten worden niet meegerekend in de totalen.
Tijdens de herfst van 1862 stond het Army of Northern Virginia nog altijd tegenover het Noordelijke Army of the Potomac langs de Rappahannock. Lee werd nu met een nieuw probleem geconfronteerd. Legers in die tijd leefden van het land. Indien je ergens te lang bleef, kreeg je snel bevoorradingsproblemen. Soms konden er voorraden aangevoerd worden per spoor, maar dit was niet altijd een optie en nam veel tijd in beslag voor een veldleger. Om zijn bevoorradingsproblemen te verkleinen stuurde hij op 24 december 1862 de helft van zijn artillerie naar het hinterland. Daar konden de paarden beter verzorgd en gevoed worden. Ook dienden paarden enkel ingezet te worden na uitdrukkelijk bevel en dus niet voor persoonlijk gebruik.
Op 15 februari 1863 reorganiseerde Lee zijn artillerie. Ieder korps kreeg zes bataljons. De reserve bestond uit nog twee bataljons. Drie dagen later op 18 februari werd Lee gevraagd om troepen naar de Atlantische kust te sturen. Dit verminderde zijn bevoorradingsprobleem en hij stuurde Longstreet erop uit. Na de Slag bij Chancellorsville zou zijn leger weer compleet zijn. Het telde ongeveer 61.500 soldaten.

### Organisatie en indeling van 30 mei 1863 tot 9 april 1865
Na de dood van Jackson werd zijn korps gereorganiseerd. President Jefferson Davis gaf hiervoor zijn fiat en de reorganisatie werd officieel na het Special Order Nr. 146.
| Korps             | Divisie           | Brigade/Ondersteuning             | Bevelhebber                          |
| ----------------- | ----------------- | --------------------------------- | ------------------------------------ |
| I Corps           |                   |                                   | Luitenant-generaal James Longstreet  |
|                   | Picketts Division | 3 Brigades / 1 Artilleriebataljon | Generaal-majoor George E. Pickett    |
|                   | McLaws' divisie   | 4 Brigades / 1 Artilleriebataljon | Generaal-majoor Lafayette McLaws     |
|                   | Hoods divisie     | 4 Brigades / 1 Artilleriebataljon | Generaal-majoor John B. Hood         |
| II Corps          |                   |                                   | Luitenant-generaal Richard S. Ewell  |
|                   | Earlys divisie    | 4 Brigades / 1 Artilleriebataljon | Generaal-majoor Jubal A. Early       |
|                   | Johnsons divisie  | 4 Brigades / 1 Artilleriebataljon | Generaal-majoor Edward Johnson       |
|                   | Rodes' divisie    | 5 Brigades / 1 Artilleriebataljon | Generaal-majoor Robert E. Rodes      |
| III Corps         |                   |                                   | Luitenant-generaal A.P. Hill         |
|                   | Andersons divisie | 5 Brigades / 1 Artilleriebataljon | Generaal-majoor Richard H. Anderson  |
|                   | Heths divisie     | 4 Brigades / 1 Artilleriebataljon | Generaal-majoor Henry Heth           |
|                   | Penders divisie   | 4 Brigades / 1 Artilleriebataljon | Generaal-majoor William D. Pender    |
| Cavalerie divisie |                   | 6 Brigades / 1 Artilleriebataljon | Generaal-majoor J. E. B. Stuart      |
| Artilleriereserve |                   | 6 Bataljons                       | Brigadegeneraal William N. Pendleton |
| Imbodens Command  |                   | 1 Brigade / 1 Artilleriebatterij  | Brigadier General John D. Imboden    |

Lee deelde de artilleriebataljons van de reserve artillerie onder bij de verschillende korpsen voor de duur van de Gettysburgveldtocht. Het Army of Northern Virginia telde nu 75.054 soldaten.
Het leger telde na de Slag bij Gettysburg 241 stukken geschut.
Op 9 september kreeg Lee het bevel om het First Corps te detacheren  naar Braxton Braggs Army of Tennessee.  Er werden verder geen grote veranderingen aangebracht aan de structuur van het leger.
| Korps                                 | Divisie           | Brigade/Ondersteuning            | Bevelhebber                          |
| ------------------------------------- | ----------------- | -------------------------------- | ------------------------------------ |
| II Corps                              |                   | 5 Artilleriebataljons            | Luitenant-generaal Richard S. Ewell  |
|                                       | Earlys divisie    | 4 Brigades                       | Generaal-majoor Jubal A. Early       |
|                                       | Johnsons divisie  | 4 Brigades                       | Generaal-majoor Edward Johnson       |
|                                       | Rodes' divisie    | 5 Brigades                       | Generaal-majoor Robert E. Rodes      |
| III Corps                             |                   | 5 Artilleriebataljons            | Luitenant-generaal A.P. Hill         |
|                                       | Anderson' divisie | 5 Brigades                       | Generaal-majoor Richard H. Anderson  |
|                                       | Heths divisie     | 4 Brigades                       | Generaal-majoor Henry Heth           |
|                                       | Wilcoxs divisie   | 4 Brigades                       | Generaal-majoor Cadmus M. Wilcox     |
| Cavalerie korps                       |                   | 1 Artilleriebataljon             | Generaal-majoor J. E. B. Stuart      |
|                                       | Hamptons divisie  | 2 Brigades                       | Generaal-majoor Wade Hampton         |
|                                       | Lees divisie      | 3 Brigades                       | Generaal-majoor Fitzhugh Lee         |
| Artillerie reserve                    |                   | 2 Bataljons                      | Generaal-majoor William N. Pendleton |
| Defense District of Shenandoah Valley |                   | 1 Brigade / 1 Artilleriebatterij | Brigadegeneraal John D. Imboden      |
| Cookes Brigade                        |                   |                                  | Brigadegeneraal John R. Cooke        |

Het leger telde nu 55.221 soldaten. Tot eind december 1863 waren er slechts kleine aanpassingen. Cookes brigade werd toegevoegd aan Heths divisie. Hamptons divisie werd versterkt met een cavaleriebrigade en het Third Corps kreeg er een artilleriebataljon bij. Imboden werd vervangen door  generaal-majoor Early in de Shenandoahvallei. Op 31 december 1863 telde het leger 54.715 soldaten.
De algemene indeling van het Army of Northern Virginia zou niet meer veranderen. Tijdens de eerste zes maanden van 1864 groeide het leger tot een sterkte van 62.230 soldaten. In juli nam het leger de verdediging van Richmond en het district of North Carolina voor haar rekening. Tijdens de Richmond-Petersburgveldtocht groeide het leger nog aan tot 82.633 soldaten terwijl luitenant-generaal nog altijd een deel bij zich had in de Shenandoahvallei.

Organisatie en indeling van het Army of Northern Virginia tijdens de Slag in de Wildernis tussen 5 en 7 mei 1864)

In 1864 vocht het leger telkens tegen een overmacht van twee tegen één. Zoals in de Overlandveldtocht tegen Grant, tijdens Early’s Raid tegen de Baltimore and Ohio Railroad, De Richmond-Petersburgveldtocht en de Shenandoahveldtocht. Het leger werd gereorganiseerd op 31 januari 1865 omdat er van de 69.659 soldaten, 4.500 soldaten geen vuurwapen meer hadden.
| Korps                                 | Divisie          | Brigade/Ondersteuning                     | Bevelhebber                            |
| ------------------------------------- | ---------------- | ----------------------------------------- | -------------------------------------- |
| I Corps                               |                  | 6 Artilleriebataljons                     | Luitenant-generaal James Longstreet    |
|                                       | Picketts divisie | 4 Brigades                                | Generaal-majoor George E. Pickett      |
|                                       | Fields divisie   | 5 Brigades                                | Generaal-majoor Charles W. Field       |
|                                       | Kershaws divisie | 4 Brigades                                | Generaal-majoor Joseph B. Kershaw      |
| II Corps                              |                  | 4 Artilleriebataljons                     | Generaal-majoor John B. Gordon         |
|                                       | Earlys divisie   | 3 Brigades                                | Brigadegeneraal John Pegram            |
|                                       | Gordons divisie  | 3 Brigades                                | Brigadegeneraal Clement A. Evans       |
|                                       | Rodes' divisie   | 4 Brigades                                | Brigadegeneraal Bryan Grimes           |
| III Corps                             |                  | 7 Artilleriebataljons                     | Luitenant-generaal A.P. Hill           |
|                                       | Mahones divisie  | 5 Brigades                                | Generaal-majoor William Mahone         |
|                                       | Heths divisie    | 4 Brigades                                | Generaal-majoor Henry Heth             |
|                                       | Wilcox' divisie  | 4 Brigades                                | Generaal-majoor Cadmus M. Wilcox       |
| Andersons korps                       |                  | 4 Artilleriebataljons                     | Luitenant-generaal Richard H. Anderson |
|                                       | Johnsons divisie | 4 Brigades                                | Generaal-majoor Bushrod R. Johnson     |
| Defense District of Shenandoah Valley |                  | 6 Artilleriebataljons                     | Luitenant-generaal Jubal A. Early      |
|                                       | Whartons divisie | 3 Infanteriebrigades / 1 cavaleriebrigade | Brigadegeneraal John A. Wharton        |
| Cavaleriekorps                        |                  | 3 Artilleriebataljons                     | Generaal-majoor Wade Hampton           |
|                                       | Lees divisie     | 3 Brigades                                | Generaal-majoor William H. F. Lee      |

## Nederlaag en overgave
Na de dood van luitenant-generaal A.P. Hill op 2 april 1865 werd het Third Corps ontbonden. De eenheden werden toegevoegd aan het First Corps. Op 9 april 1865 tekende generaal Robert E. Lee de overgave van het Army Northern Virginia in Appomattox Courthouse in het bijzijn van de Noordelijke bevelhebber Ulysses S. Grant. Op 10 april 1865 gaf Lee zijn afscheidstoespraak voor zijn manschappen. Dezelfde dag kwam een comité samen om de officiële overgaveceremonie te bespreken. Brigade generaal Joshua L. Chamberlain werd aangesteld als vertegenwoordiger voor de Noordelijken. Nadat de ceremonie gedaan was, hadden 27.805 Zuidelijke soldaten hun wapens ingeleverd.